# Bercsényi család
A székesi nemes, báró és gróf Bercsényi család a legnevezetesebb magyar történelmi családok egyike.

A Bercsényi család címere

## Története
A család neve a Veszprém vármegye területén fekvő Bercheny nevű településhez köthető, melyet 1526-ban a török hadjárat porig rombolt. A család első ismert őse László, aki II. Lajos udvarnoka volt. 1525-ben Hont és Bars vármegyékben kapott királyi adományként birtokokat. Imre nevű fia Erdélybe költözött, ahol Báthory István és Kristóf kegyeltje és udvarnokaként Székes és Kendeő községek birtokát kapta örökadományul 1577-ben. Ettől kezdve használták a Bercsényiek a székesi előnevet. Imre fia, László már szörényi bán volt. Egy későbbi László nevű Bercsényi damasdi főkapitány volt, léhasága miatt várát a törökök elfoglalták. 1647-ben a nádor felelősségre akarta vonni, erre válaszul László II. Rákóczy György fejedelem szolgálatába lépett. Ettől kezdve a család tagjai jelentős személyek voltak. Legjelentősebbek talán Miklós kuruc főgenerális és fia, László Ignác, aki Franciaország marsallja volt. A család mára már kihalt, 1835-ben hunyt el az utolsó fiú, a hazatelepült Bercsényi László gróf, alezredes. Franciaországban, illetve Magyarországon is élnek leányági leszármazottak.

## Az ismert családfa
- László (?–1548); neje: Cecília asszony
  - Boldizsár (?–1549)
  - Imre; neje: Saárossy Zsófia
    - László, (1564–1599); neje: Baládffy Borbála (?–1589)
      - Borbála; férje: Lázár János
      - Margit; férje: Fichor Péter
      - Imre (1589–1639); neje: Lugossy Borbála (?–1653)
        - László (1616–1657)
        - Imre (1617–1660)
        - Erzsébet (1627–1671)
        - Miklós (1633–1689); neje: Rechberg-Rothenlöwen Mária grófnő (?–1684)
          - Miklós (1665–1725); 1. neje: Drugeth Krisztina grófnő (1659–1691); 2. neje: Csáky Krisztina grófnő (1654–1723); 3. neje: Kőszeghy Zsuzsanna (1700–1750)
            - László Ignác (1689–1778); neje: Anne Catherine Girard de Wiet (1702–1766)
              - László János (1726)
              - Magdolna Katalin (1730–1795)
              - Katalin Franciska (1731–1773)
              - Mária Zsófia (1732)
              - Mária Anna (1733–1796)
              - Zsuzsanna Felicia (1734)
              - László János (1735–1742)
              - Miklós Ferenc (1736–1762); neje: Agnés Victoire de Barthelot de Baye bárónő
                - Cecília Adél (1759)
                - János Ferenc (1760–1762)

              - Erzsébet Felicia (1738)
              - Szaniszló (1739–1740)
              - Katalin Erzsébet (1742–1765)
              - Ferenc Antal (1744–1811); 1. neje: Anna Louise Adelaide de Pange őrgrófnő; 2. neje: Prudence Thérése Adélaide de Santo Domingo őrgrófnő
                - Klementína Magdolna Valentína (1778–?); férje: Emmanuel Maria Joseph d’Hennezel gróf (1772–?)
                - László János Fülöp (1781–1835)

            - Zsuzsanna (1691–1745); férje: Zichy Péter gróf (1673–1726)

      - Zsófia; férje: Kún János (?–1633)
      - Zsuzsanna; férje: Ghyczy György

    - István (?–1600); neje: Soós Borbála

  - Katalin; férje: Poky Menyhért
  - Erzsébet; 1. férje: Deméndy András; 2. férje: Orgonás László

## Jelentősebb családtagok
- Bercsényi Erzsébet (1627–1671) a pozsonyi klarissza-rendi zárda rendfőnöknője
- Bercsényi Ferenc (1744–1811) főlovászmester, lovastábornok
- Bercsényi Imre (1589–1639) tábornok, Nógrád várának főkapitánya
- Bercsényi László Ignác (1689–1778) testőrségi százados, Franciaország marsallja
- Bercsényi László (1781–1835) alezredes, a család utolsó férfi tagja
- Bercsényi Miklós (1633–1689) királyi tábornok, dunán-inneni helyettes főkapitány
- Bercsényi Miklós (1665–1725) kuruc főgenerális
- Bercsényi Miklós (1736–1762) I. Szaniszló lengyel király kamarása